# 3D Pinball: Space Cadet
3D Pinball: Space Cadet (ook afgekort tot Pinball) is een flipperkastspel voor Windows. De bedoeling is om "missies" uit te voeren door bepaalde objecten te raken met de bal, en zo punten te verdienen die daarna in de high scores komen te staan. Het spel zit in het ontspanningspakket dat standaard in Windows is inbegrepen. Het spel is echter niet opgenomen in Windows Vista en Windows 7. Door de bestanden op een computer met Windows XP te kopiëren naar een computer met Windows Vista of Windows 7, is het mogelijk Pinball te spelen onder Vista of 7.